# QV71
QV71 es la tumba de Bintanat, Gran Esposa Real de Ramsés II e hija del mismo faraón con Isis-Nefert, perteneciente a la dinastía XIX.
En una pintura sobre la pared, se encuentra al dios Tot, creador de la lengua sagrada y maestro de los jeroglíficos, llevando a la reina Bintanat al otro mundo, haciendo referencia de que esta estaba vinculada directamente al dios del conocimiento.